# Michele Coltellini

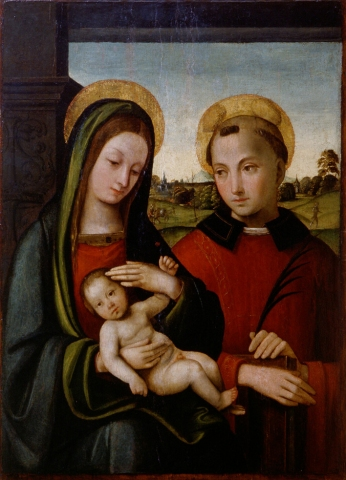
Virgen con niño y San Esteban, Cassa di Risparmio, Ferrara.

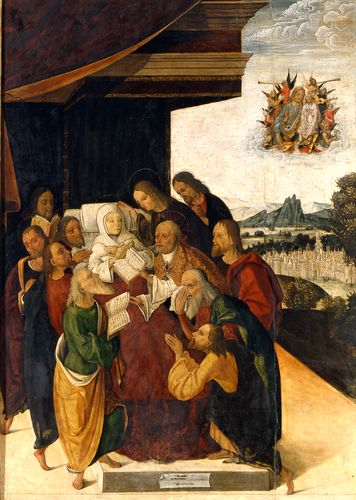
Muerte de la Virgen, Pinacoteca Nacional de Bolonia.

Michele di Luca dei Coltellini (Ferrara, 1480 - Ferrara, después de 1543), pintor italiano del Renacimiento.

## Biografía
Su formación se produjo muy probablemente en el círculo de Ercole de'Roberti. Sus primeros trabajos se caracterizan por un estilo duro y arcaico que revelan la influencia del arte nórdico. Su Muerte de la Virgen conservada en la Pinacoteca Nacional de Bolonia parece basada en un grabado de Martin Schongauer sobre el mismo tema. Un fuerte sentimiento religioso parece invadir las obras de Coltellini, típico del ambiente cortesano de los últimos años de gobierno del duque Hércules I de Este, en gran parte influenciado por el movimiento pietista propugnado por Girolamo Savonarola.
En obras posteriores, Coltellini iniciará una tímida evolución hacia modelos cercanos al estilo de Lorenzo Costa el Viejo. En 1505 participó en las decoraciones al fresco del oratorio de Santa Maria della Concezione en Ferrara. Es probable un viaje a Bolonia hacia 1506, pues sus obras de este período muestran la influencia de Francesco Francia y Perugino. Sin embargo, estos esfuerzos por actualizar su estilo no se prolongarán en el tiempo. Trabajos posteriores le acercan a maestros claramente involucionistas como Domenico Panetti. Sus últimas obras vuelven al naturalismo de matriz nórdica, con gusto por el detalle descriptivo.
Está documentada la colaboración con sus hijos Alessandro, Baldassare y Galasso Coltellini, fabricantes de máscaras para la corte ferraresa (1520-43).

## Obras destacadas
- San Pedro y San Juan Bautista (1495-1500, Museo di San Stefano, Bolonia)
- Muerte de la Virgen (1502, Pinacoteca Nacional de Bolonia)
- Virgen entronizada con Niño y santos (Pinacoteca Nacional de Ferrara)
- Circuncisión (Accademia Carrara, Bergamo)
- Cristo resucitado con cuatro santos (1503, Staatliche Museen, Berlín)
- Frescos de Santa Maria della Concezione (1505, fragmentos conservados en la Pinacoteca Nacional de Ferrara)
- Virgen entronizada con Niño y cuatro santos (1506, The Walters Art Museum, Baltimore)
- San Juan Bautista (Banca Popolare dell'Emilia Romagna)
- Virgen con niño y San Esteban (Cassa di Risparmio, Ferrara)
- Circuncisión (1516, Staatliche Museen, Berlín)
- Virgen entronizada con Niño y los santos Agúeda, Apolonia, Lucía, Elena, Catalina mártir, Maurelio, Juan Bautista y dos devotos (c. 1520, Pinacoteca Nacional de Ferrara)